# خاطرات و کابوس‌های یک جامه‌دار از زندگی و قتل میرزا تقی خان فراهانی
خاطرات و کابوس‌های یک جامه دار از زندگی و قتل میرزا تقی خان فراهانی تئاتری است از علی رفیعی که ابتدا در سال ۱۳۵۶ و سپس در سال ۱۳۹۴ به نمایش درآمد. نمایش تضاد بزرگی را که برخی از دولت‌مردان تاریخ ایران با آن روبه‌رو بوده و هستند، به نمایش می‌گذارد.

## داستان
این نمایش به بهانه نقل داستان قتل امیرکبیر رو در رویی جامه‌دار-نماد مردم خوش‌باور و پر امید اما ضعیف- با قهرمانی است که می‌خواهد از یک‌سو نظام فاسد سلطنتی را اصلاح کند و از سوی دیگر، تکیه‌گاه خود را در میان مردم از دست ندهد. تمام پرده‌های این نمایش در صحنهٔ یک حمام رخ می‌دهند. حمامی که در اولین پرده خون میرزا تقی خان برای ابدیت بر آن نقش بسته است.

## عوامل و بازیگران
گروه متن
نویسنده: علی رفیعی
با همکاری: محمد چرمشیر
دستیار متن: لیلا حکمت‌نیا
گروه کارگردانی
کارگردان: علی رفیعی
گروه کارگردانی: حمید پورآذری، مهرداد ضیایی، اشکان خیل‌نژاد، محمدزمان وفاجویی
منشی صحنه: شیما مرادی
گروه بازیگران:
1. سیامک صفری (جامه‌دار)
2. مهدی سلطانی (میرزا تقی‌خان فراهانی)
3. مصطفی ساسانی (ناصرالدین‌شاه)
4. مریم سعادت (مهد علیا)
5. زهیر یاری (سفیرکبیر انگلیس)
6. عباس جمالی (میرزا آقاخان نوری)
7. نسرین درخشان‌زاده (عزت‌الدوله)
8. سارا رسول‌زاده (گلین)
9. فروغ قجابگلی (ندیمه عزت )
10. عزالدین توفیق (آغا باشی)